# Arachnophaga berlandi
Arachnophaga berlandi is een vliesvleugelig insect uit de familie Eupelmidae. De wetenschappelijke naam is voor het eerst geldig gepubliceerd in 1954 door Ferrière.